# Сливниця (Софійська область)
Сли́вниця (болг. Сливница) — місто в Софійській області Болгарії. Адміністративний центр общини Сливниця.

## Населення
За даними перепису населення 2011 року у місті проживали 7665 осіб.
Національний склад населення міста:
| Національність   | Кількість осіб | Відсоток |
| ---------------- | -------------- | -------- |
| болгари          | 7038           | 97,6%    |
| цигани           | 143            | 2,0%     |
| не визначились   | 17             | 0,2%     |
| Всього відповіли | 7213           |          |

Розподіл населення за віком у 2011 році:
Динаміка населення: